# Gatuyaini
Gatuyaini är en by i distriktet Nyeri i provinsen Central i Kenya. Mwai Kibaki, president i Kenya sedan 2002 kommer från denna by.